# Абузларська волость
Абузларська волость — історична адміністративно-територіальна одиниця Євпаторійського повіту Таврійської губернії.
Станом на 1886 рік складалася з 2 поселень, 1 сільської громади. Населення — 190 осіб (90 осіб чоловічої статі та 100 — жіночої), 28 дворових господарств.
|                     | Площа, десятин | У тому числі орної, десятин |
| ------------------- | -------------- | --------------------------- |
| Сільських громад    | 83             | 80                          |
| Приватної власності | 83921          | 10001                       |
| Іншої власності     | 3711           | —                           |
| Загалом             | 87715          | 10081                       |

Найбільше поселення волості:
- Кокай — село, 119 осіб, 12 дворів. За 12 верст у селі Абузлар — волосне правління. За 6 верст від волосного правління — 2 мечеті. За 8 верст — мечеть. За 7 верст — 4 мечеті, поштова станція, постоялий двір. За 10 верст — 5 мечетей. За 14 верст — мечеть. За 15 верст — мечеть. За 18 верст — 2 мечеті. За 20 верст — 4 мечеті. За 22 версти — мечеть. За 23 версти — мечеть. За 25 верст — 3 мечеті.